# ماكس مارينكو
ماكس مارينكو (بالسلوفينية: Max Marinko) هو لاعب تنس الطاولة سلوفيني، ولد في 16 سبتمبر 1916 في ليوبليانا في سلوفينيا، وتوفي في 20 أغسطس 1975 في تورونتو في كندا.